# Betioky
Betioky ist eine ländliche Gemeinde im Südwesten Madagaskars. Sie ist der Hauptsitz des gleichnamigen Distrikts Betioky Sud und liegt in der Region Atsimo-Andrefana.

## Geografie
Die Ortschaft liegt an der Nationalstraße 10 und verfügt über einen Flughafen.

## Natur
Das Naturreservat Beza Mahafaly befindet sich in der Nähe von Betioky.